# Capitán América (serial)
Capitán América es un serial estadounidense de acción y aventura de 1944 compuesto de 15 episodios y basado en el personaje del mismo nombre creado por Timely Publications, luego Marvel Comics. El serial introdujo a Grant Gardner (Dick Purcell) y a Cyrus Maldor (Lionel Atwill). El Vibrador Dinámico y Muerte Morada también juegan un papel importante en esta serie.

## Sinopsis
Una serie de misteriosos asesinatos llama la atención del presidente de Estados Unidos, quien entrena a Grant Gardner para convertirlo en un superhéroe. El Dr. Clinton Lyman le confía a Cyrus Maldor sus planes y que él es el responsable de los asesinatos. Maldor avisa a la policía, pero Lyman activa el Vibrador Dinámico y convierte a Maldor en el malvado Escarabajo. El Escarabajo huye del laboratorio y empieza a hacer el mal. Grant Gardner, ahora convertido en el Capitán América, va a derrotarlo.

## Recepción
Captain America recibió reseñas mixtas de parte de la audiencia. En el sitio web especializado Rotten Tomatoes, de parte de la audiencia, la película tiene una aprobación de 27%, basada en 360 votos, con una calificación de 2.6/5.
En el sitio IMDb los usuarios le dieron una calificación de 5.9/10, sobre la base de 596 votos. En la página web FilmAffinity tiene una calificación de 4.1/10, basada en 45 votos.